# Metazygia
Metazygia F.O.P.-Cambridge, 1904 è un genere di ragni appartenente alla famiglia Araneidae.

## Etimologia
Il nome deriva probabilmente dal greco μετὰ, metà, cioè in mezzo, unitamente, presso, e ζυγὀν, zygòn, cioè giogo, accoppiamento, appaiamento, in riferimento ad una peculiare particolarità di accoppiamento.

## Distribuzione
Le novanta specie oggi note di questo genere sono state rinvenute nelle Americhe: precisamente in Brasile, USA, Colombia, Panama, Perù, Bolivia, Guatemala, Messico, Belize, Costa Rica, Ecuador, Nicaragua, Argentina e molte isole dell'intero arco delle Antille.

## Tassonomia
A maggio 2011, si compone di 90 specie:
1. Metazygia adisi Levi, 1995 — Brasile
2. Metazygia aldela Levi, 1995 — Brasile
3. Metazygia amalla Levi, 1995 — Brasile
4. Metazygia arnoi Levi, 1995 — Brasile
5. Metazygia atalaya Levi, 1995 — Perù
6. Metazygia atama Levi, 1995 — Brasile
7. Metazygia bahama Levi, 1995 — Isole Bahamas
8. Metazygia bahia Levi, 1995 — Brasile
9. Metazygia barueri Levi, 1995 — Brasile
10. Metazygia benella Levi, 1995 — Panama, Colombia
11. Metazygia bolivia Levi, 1995 — Bolivia
12. Metazygia calix (Walckenaer, 1842) — USA
13. Metazygia carimagua Levi, 1995 — Colombia
14. Metazygia carolinalis (Archer, 1951) — USA
15. Metazygia carrizal Levi, 1995 — Guatemala
16. Metazygia castaneoscutata (Simon, 1895) — Perù, Brasile
17. Metazygia cazeaca Levi, 1995 — Brasile
18. Metazygia chenevo Levi, 1995 — Colombia, Guyana
19. Metazygia chicanna Levi, 1995 — Messico, Belize, Honduras, Giamaica
20. Metazygia cienaga Levi, 1995 — Hispaniola
21. Metazygia corima Levi, 1995 — Colombia
22. Metazygia corumba Levi, 1995 — Bolivia, Brasile
23. Metazygia crabroniphila Strand, 1916 — Brasile
24. Metazygia crewi (Banks, 1903) — Grandi Antille, Isole Vergini
25. Metazygia cunha Levi, 1995 — Brasile
26. Metazygia curari Levi, 1995 — Brasile
27. Metazygia dubia (Keyserling, 1864) — Costa Rica, da Cuba alle Isole Galapagos, Perù, Brasile
28. Metazygia ducke Levi, 1995 — Brasile, Bolivia
29. Metazygia enabla Levi, 1995 — Venezuela
30. Metazygia erratica (Keyserling, 1883) — Brasile
31. Metazygia floresta Levi, 1995 — Brasile
32. Metazygia genaro Levi, 1995 — Perù
33. Metazygia genialis (Keyserling, 1892) — Brasile
34. Metazygia goeldii Levi, 1995 — Brasile
35. Metazygia gregalis (O. P.-Cambridge, 1889) — Nicaragua, dalle Indie Occidentali all'Argentina
36. Metazygia ikuruwa Levi, 1995 — Guyana
37. Metazygia incerta (O. P.-Cambridge, 1889) — dal Belize a Panama
38. Metazygia ipago Levi, 1995 — Brasile
39. Metazygia ipanga Levi, 1995 — Bolivia, Brasile, Argentina
40. Metazygia isabelae Levi, 1995 — Brasile
41. Metazygia ituari Levi, 1995 — Brasile
42. Metazygia jamari Levi, 1995 — Brasile, Suriname
43. Metazygia keyserlingi Banks, 1929 — Costa Rica, Panama, Colombia, Trinidad
44. Metazygia lagiana Levi, 1995 — Perù, Brasile, Bolivia, Argentina
45. Metazygia laticeps (O. P.-Cambridge, 1889) — dal Guatemala alla Bolivia, Brasile
46. Metazygia lazepa Levi, 1995 — Colombia, Venezuela
47. Metazygia levii Santos, 2003 — Brasile
48. Metazygia limonal Levi, 1995 — Perù, Brasile, Argentina
49. Metazygia lopez Levi, 1995 — Colombia, Venezuela, Perù, Brasile
50. Metazygia loque Levi, 1995 — Bolivia
51. Metazygia manu Levi, 1995 — Perù
52. Metazygia mariahelenae Levi, 1995 — Brasile
53. Metazygia matanzas Levi, 1995 — Cuba
54. Metazygia moldira Levi, 1995 — Ecuador, Perù
55. Metazygia mundulella (Strand, 1916) — Brasile
56. Metazygia nigrocincta (F. O. P.-Cambridge, 1904) — dal Messico a Panama
57. Metazygia nobas Levi, 1995 — Ecuador
58. Metazygia octama Levi, 1995 — da Panama al Perù
59. Metazygia oro Levi, 1995 — Ecuador
60. Metazygia pallidula (Keyserling, 1864) — dal Messico al Perù
61. Metazygia paquisha Levi, 1995 — Venezuela, Perù
62. Metazygia pastaza Levi, 1995 — Perù
63. Metazygia patiama Levi, 1995 — Perù, Brasile
64. Metazygia peckorum Levi, 1995 — Colombia, Ecuador, Perù, Brasile
65. Metazygia pimentel Levi, 1995 — Venezuela, Perù
66. Metazygia redfordi Levi, 1995 — Brasile
67. Metazygia rogenhoferi (Keyserling, 1878) — Brasile
68. Metazygia rothi Levi, 1995 — Colombia
69. Metazygia samiria Levi, 1995 — Perù
70. Metazygia saturnino Levi, 1995 — Brasile
71. Metazygia sendero Levi, 1995 — Ecuador, Perù
72. Metazygia serian Levi, 1995 — Costa Rica
73. Metazygia silvestris (Bryant, 1942) — Puerto Rico
74. Metazygia souza Levi, 1995 — Brasile
75. Metazygia taman Levi, 1995 — Messico
76. Metazygia tanica Levi, 1995 — Guyana
77. Metazygia tapa Levi, 1995 — Perù
78. Metazygia uma Levi, 1995 — Perù, Brasile
79. Metazygia uraricoera Levi, 1995 — Brasile, Guyana, Suriname
80. Metazygia uratron Levi, 1995 — Brasile
81. Metazygia valentim Levi, 1995 — Brasile
82. Metazygia vaupes Levi, 1995 — Colombia, Perù, Brasile
83. Metazygia vaurieorum Levi, 1995 — Guatemala
84. Metazygia viriosa (Keyserling, 1892) — Brasile
85. Metazygia voluptifica (Keyserling, 1892) — dalla Colombia all'Argentina
86. Metazygia voxanta Levi, 1995 — Brasile
87. Metazygia wittfeldae (McCook, 1894)[2] — dagli USA alla Costa Rica
88. Metazygia yobena Levi, 1995 — dalla Colombia alla Guyana, Bolivia
89. Metazygia yucumo Levi, 1995 — Colombia, Perù, Bolivia
90. Metazygia zilloides (Banks, 1898) — USA, dalle Indie Occidentali all'Honduras

### Specie trasferite
- Metazygia albiventer (Keyserling, 1884); trasferita al genere Eustala Simon, 1895.
- Metazygia albonigra (Franganillo, 1931); trasferita al genere Larinia Simon, 1874.
- Metazygia glomerabilis (Keyserling, 1892); trasferita al genere Metepeira F. O. P.-Cambridge, 1903.
- Metazygia graphica (O. P.-Cambridge, 1889); trasferita al genere Alpaida O. P.-Cambridge, 1889.
- Metazygia gressa (Keyserling, 1892); trasferita al genere Metepeira F. O. P.-Cambridge, 1903.
- Metazygia helvola (O. P.-Cambridge, 1889); trasferita al genere Aculepeira Chamberlin & Ivie, 1942.
- Metazygia livida Mello-Leitão, 1941; trasferita al genere Dictyna Sundevall, 1833, della famiglia Dictynidae O. P.-Cambridge, 1871.
- Metazygia unguiformis (Keyserling, 1893); trasferita al genere Alpaida O. P.-Cambridge, 1889.